# Shchotove
Shchotove (en ucraniano: Щотове; en ruso: Щётово, romanizado: Shchotovo) es un asentamiento urbano ucraniano perteneciente al óblast de Lugansk. Situado en el este del país, hasta 2020 era parte del área municipal de Antratsit, pero hoy es parte del raión de Rovenki y del municipio (hromada) de Antratsit. Sin embargo, según el sistema administrativo ruso que ocupa y controla la región, Shchotove sigue perteneciendo al área municipal de Antratsit.
El asentamiento se encuentra ocupado por Rusia desde la guerra del Dombás, siendo administrado como parte de la de facto República Popular de Lugansk y luego ilegalmente integrada en Rusia como parte de la República Popular de Lugansk rusa.

## Geografía
Shchotove está 8 kilómetros al norte de Antratsit y 44 km al sur de Lugansk.

## Historia
Shchotove fue fundado en 1773 como parte del ókrug militar de Mius en el óblast del Voisko del Don del Imperio ruso.
Durante la revolución de 1905, en diciembre se produjeron importantes huelgas de los trabajadores ferroviarios que fueron reprimidas por los cosacos. La mina de carbón No. 30 se puso en funcionamiento en 1918. Se elevó la localidad a la categoría de asentamiento de tipo urbano en 1938.
Durante la Segunda Guerra Mundial, 335 habitantes partieron para el frente y allí murieron 80. La mina de carbón No. 30 fue destruida y puesta nuevamente en operación a partir de 1953. 
A principios de 1985, aquí funcionaba la mina de carbón Shchetovskaya, una planta de repuestos para tractores, un depósito y una planta lechera, entre otras empresas.
En abril de 2014, durante la guerra del Dombás, los separatistas prorrusos tomaron el control de Shchotove y desde entonces está controlado por la autoproclamada República Popular de Lugansk. El control del pueblo fue tomado por "cosacos del Don" y el 24 de noviembre de 2014 hubo protestas contra ellos por la falta de comida en el asentamiento.

## Demografía
La evolución de la población entre 1873 y 2022 fue la siguiente:
| 1016                                                          | 1057 | 5787 | 4556 | 3818 | 3711 | 3570 | 3535 |
| (Fuente: Cities & Towns of Ukraine y UKRAINE: Größere Städte) |      |      |      |      |      |      |      |

Según el censo de 2001, la lengua materna de la mayoría de los habitantes, el 82,35%, es el ruso; del 13,52% es el ucraniano y del 3,53%, el rumano.

## Infraestructura

### Transporte
En Shchotove pasa la carretera T-1321y también hay una estación en la línea ferroviaria Ochéretine-Zvérevo. Dependiendo del horario, el tren rápido Dovyansk-Simferópol hacía una parada en la estación.

## Personas ilustres
- Víktor Tyjónov: político ucraniano que fue embajador en Bielorrusia y vice primer ministro de Ucrania entre 2010 y 2011.